# Apaturia

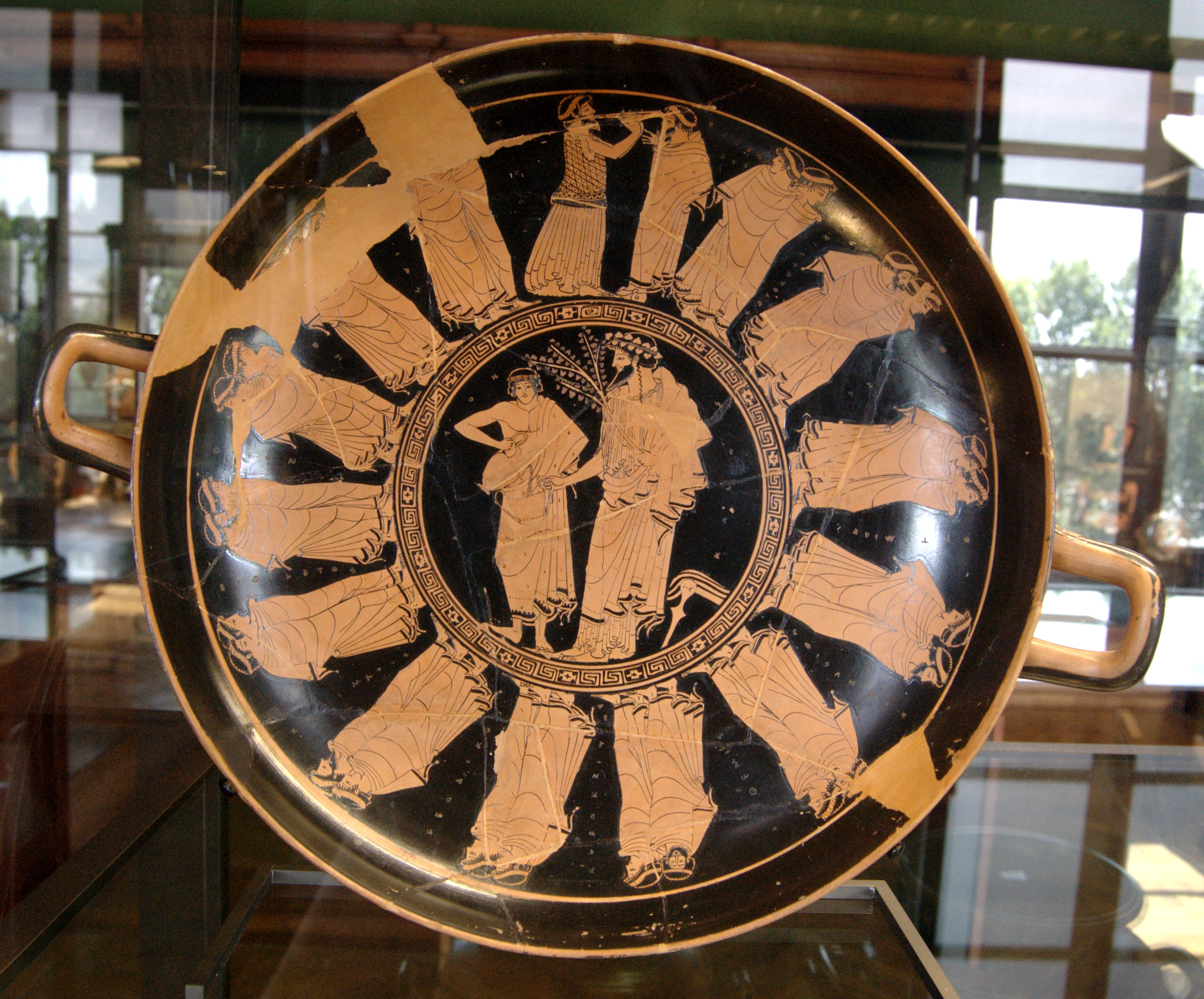
Procesión de parejas en una fiesta griega o apaturia, representado en un kylix datado a 480 bc.

Apaturia o Apaturias eran las fiestas griegas que se celebraban en honor de Atenea o de Afrodita; o, según otros, de Zeus y de Dioniso. 
Se atribuye a estas fiestas distintos orígenes. 

## Primer origen
El primero no es muy honorífico. Habiéndose declarado la guerra entre los beocios y los atenienses con motivo de un territorio que estos pueblos se disputaban. Xanto, jefe de los beocios, propuso terminar la contienda por medio de un combate particular. Thimeto, rey de Atenas, que rehusó el desafío, fue depuesto siendo sustituido por Melantho que le aceptó. Este, cuando tuvo a su enemigo cerca le reconvino que fuese acompañado de un hombre cubierto con una piel de cabra negra. Sorprendido Xanto, vuelve la cabeza y aprovechándose Melantho de este momento, le pasó de parte a parte con su espada. De aquí provinieron las Apaturias. Fraude, superchería y en memoria de este combate se dio a Júpiter el sobrenombre de Apatenor, el engañador, y a Baco, el de Melanægis, cubierto de una piel de cabra negra.

## Segundo origen
En el primer día de esta fiesta, que duraba tres, se celebraba un banquete, en el segundo se ofrecían sacrificios y en el tercero se inscribían los jóvenes de cada tribu que debían ser admitidos a la clase de ciudadanos. Pero no se les recibía sino después de haber jurado sus padres que eran verdaderamente hijos suyos, hasta cuando eran considerados como sin padres; apatores. 

## Origen según Jenofonte
Jenofonte atribuye a estas fiestas otro origen. Cuando los parientes, amigos y deudos eran llamados para celebrar esta ceremonia, se reunían a los padres de los jóvenes que debían recibirse; apaturia, de a colectiva y no de á privativa. Estrabón habla de un templo consagrado a Venus Apaturiana. Se celebraba esta fiesta en el mes Pianepsión y duraba tres días. 
- Al primero le llamaba Dorpeia de dorpos, cenar, porque en la noche se reunía cada tribu para celebrar un banquete espléndido.
- El segundo era llamado Anarrysis, de las víctimas que se ofrecían a Júpiter Phratrios o protector de las tribus y a Minerva, cuya cabeza miraba hacia el cielo. Durante estos sacrificios los jóvenes admitidos a la clase de ciudadanos se ponían junto al altar.
- En el tercero llamado Koureosis, de kouros, joven o koura, acción de rasurar, porque los jóvenes que hasta entonces no se habían cortado aún el cabello, lo verificaban antes de presentarse para ser empadronados. Se ofrecía también a Diana una oveja que debía ser de peso determinado desde un día en que hallándola los asistentes un tanto ligera, exclamaron como por chanza, meion, meion, menor. De aquí provino dar este nombre a la víctima y el de meiagogoi a las personas que la ofrecían.
- A estos tres días añade Hesiquio de Mileto el cuarto, llamado por él Epibdés y superrogatorio, calidad que correspondía igualmente a estas fiestas que a cualquiera otra.